# Gulf Strike
Gulf Strike est un jeu vidéo de type wargame conçu par Winchell Chung et Mark Herman et publié par Avalon Hill en 1984 sur Atari 8-bit. Le jeu est basé sur le jeu de plateau éponyme et simule une invasion hypothétique de l’Iran par les soviétiques. Le joueur peut choisir de commander les forces iraniennes, soviétiques ou américaines. Dans le dernier cas, il doit alors protéger plusieurs places stratégiques pendant un certain nombre de tours. Chaque tour de jeu représente deux jours. Les combats impliquent des combats au sol mais aussi des unités navales et aériennes.

## Système de jeu
Gulf Strike est un wargame qui simule un conflit entre les États-Unis, l’Union soviétique et l’Iran au Moyen-Orient dans le contexte de la guerre froide. Le jeu se déroule sur une carte représentant l’Iran, une partie des pays voisin et le golfe persique. La carte est divisée en 65x55 cases carrées. Seule une portion de celle-ci est affichée à l’écran et le joueur peut la faire défiler pour en visualiser les autres portions. Sur la carte, les unités militaires sont représentées à l’écran par des symboles qui indique si elles appartiennent aux forces de l’Irak et de l’Union soviétique ou à celles de l’Iran, des États-Unis et de leurs alliés. Différents types d’unités sont disponibles dans le jeu, incluant des troupes terrestres, maritimes ou aériennes. A chaque type d’unité est associé un symbole qui est affiché dans une barre d’information en bas de l’écran lorsqu’une de ses unités se trouve à proximité. L’objectif de l’Union soviétique et de l’Irak est de prendre le contrôle de neuf des 21 points stratégique de la carte en moins de 25 tours de jeu. Des points de victoires sont attribués aux deux camps en fonction des dommages infligés aux troupes adverses. L’Union soviétique gagne de plus des points additionnels en fonction de la rapidité avec laquelle elle remplit son objectif alors que les États-Unis et l’Iran obtiennent des points pour chaque point stratégique qu’ils parviennent à défendre.
Le jeu se déroule en trois phases : déplacement des unités au sol, déplacement et combat des unités aériennes puis combat des unités au sol. Dans la première phase, le joueur peut modifier la formation et déplacer ses unités terrestres et navales sur une certaine distance, en fonction des points de mouvement dont elles disposent et du terrain qu’elles traversent. Changer la formation d’une unité coute également des points de mouvement et influe sur sa capacité de mouvement et de combat. Dans la phase suivante, le joueur donne une mission à chacune de ses unités aériennes, pour par exemple lancer une frappe aérienne ou intercepter des avions ennemis. Ces missions sont ensuite exécutées par l’ordinateur, qui en détermine le résultat, puis les avions rentrent à leur base. Dans la troisième phase, l’ordinateur détermine le résultat des combats, qui se déclenche lorsque des unités ennemies se trouvent sur des cases adjacentes. Le résultat des combats dépend de la capacité de combat des unités, mais aussi de leur formation et du terrain.

## Développement et publication
Gulf Strike est développé par Winchell Chung et reprend le concept du jeu de guerre éponyme créé par Mark Herman et publié par Victory Games Company,. Le jeu est publié par Avalon Hill sur Atari 8-bit en 1984 avant d’être porté sur Apple II, Commodore 64 et IBM PC. Les versions Apple II, Atari et Commodore peuvent se jouer entièrement au joystick alors que la version PC se joue uniquement au clavier. Cette dernière version inclut par contre des fonctionnalités supplémentaires, dont de nouvelles commandes.

## Accueil
À sa sortie sur Atari 8-bit, Gulf Strike est plutôt bien accueilli par la presse spécialisée. Le journaliste Mark Bausman du magazine Computer Gaming World met d’abord en avant ses nombreux détails, sa grande diversité d’unité et ses différentes options tactiques qui lui permettent d’offrir de « nombreuses possibilités stratégiques ». Il note que ce niveau de détail en fait un jeu « un peu compliqué » mais juge que son concepteur a fait du bon travail en termes d’interface avec une utilisation du joystick qui fonctionne plutôt bien. En conclusion, il explique ainsi que sa complexité le destine aux joueurs avec un peu d’expérience en la matière mais juge que sa grande variété de stratégie le rend amusant une fois son fonctionnement maitrisé. Le journaliste John Starroch du magazine Antic explique lui aussi que si le jeu est facile à prendre en main, il est très difficile à maitriser et n’est donc pas conseillé aux joueurs qui ne sont pas familier du genre. Il le recommande par contre fortement aux joueurs expérimentés susceptibles d’apprécier son thème et sa grande complexité. Le journaliste James Delson du magazine Family Computing explique que sa taille, son périmètre et sa grande variété d’unités lui permettent d’offrir un éventail inédit d’options stratégiques qui marque une avancée significative pour le genre. Il estime ainsi que si le jeu n’est clairement pas destiné aux joueurs débutants, il s’impose comme un des meilleurs wargames disponibles pour les joueurs expérimentés.